# جف اشتراسر
جف اشتراسر (انگلیسی: Jeff Strasser؛ زادهٔ ۵ اکتبر ۱۹۷۴) بازیکن سابق و مربی فوتبال اهل لوکزامبورگ است.
از باشگاه‌هایی که در آن بازی کرده‌است می‌توان به باشگاه فوتبال بروسیا مونشن‌گلادباخ، باشگاه فوتبال استراسبورگ، باشگاه فوتبال گراس‌هاپر زوریخ، باشگاه فوتبال کایزرسلاوترن، و باشگاه فوتبال متس اشاره کرد.
وی همچنین در تیم ملی فوتبال لوکزامبورگ بازی کرده‌است.